# ТЭЦ-12
ТЭЦ-12 — электростанция Москвы. Расположена на Бережковской набережной. ТЭЦ-12 входит в состав ПАО «Мосэнерго».

## Технические данные
Основные производственные показатели ТЭЦ-12 на 01.01.2013:
- Установленная мощность, МВт 412,0
- Выработка электроэнергии, млн кВт·ч (за год) 2736,5
- Установленная тепловая мощность, Гкал /ч 2043
- Отпуск тепла, тыс. Гкал (за год) 3036,5

ТЭЦ-12 расположена в районе Дорогомилово Западного административного округа Москвы, филиал ТЭЦ-12 — ТЭЦ-7 расположен в Пресненском районе Центрального административного округа Москвы. Основной вид топлива — газ, резервный — мазут. Основной задачей ТЭЦ-12 является надёжное энергоснабжение центральных районов города. На долю ТЭЦ-12 приходится 4,26 % выработки электроэнергии и 4,86 % отпуска тепла из общего количества энергии по компании.

## История ТЭЦ-12
- 14 – 17 июня 1941 года — введение в эксплуатацию первого энергоблока ТЭЦ-12 мощностью 25 МВт. После принятия  Государственным комитетом обороны СССР 15 октября 1941 года постановления об эвакуации Москвы генератор на ТЭЦ был остановлен и дальнейшее строительство прекращено. Все демонтированное оборудование вывозилось на восток страны. Турбогенератор был эвакуирован на Безымянскую ТЭЦ (введена в эксплуатацию 18.10.1941), где проработал до января 2018 года. 22 июня 2018 года на ТЭЦ-12 был установлен памятный знак — заводская табличка турбоагрегата ТА-25, эвакуированного в 1941 году из Москвы в Куйбышев.
- Первые послевоенные годы — реконструкция и повышение мощности ТЭЦ-12 сначала до 110 МВт, затем — до 220 МВт
- 1970 год — присоединение ТЭЦ-7 как филиала
- 1981 год — утверждение Минэнерго СССР технического проекта реконструкции ТЭЦ-12 с доведением мощности до 440/460 МВт электрической и 1900 Гкал/ч тепловой энергии
- 2002 год — реконструкция химводоочистки № 1 с заменой оборудования и внедрением новой американской технологии обессоливания воды U.P.C.O.R.E.
- 2006 год — модернизация очистных сооружений замасленных и замазученных вод.
- 2007 год — подготовительные работы для строительства энергоблока мощностью 400—450 МВт. Работы по реконструкции ГРУ-10 кВ.
- 2008 год — модернизация турбины типа ПТ-80 с увеличением тепловой и электрической мощности.
- 2015 год — ввод блока ПГУ-220. С вводом энергоблока установленная электрическая мощность ТЭЦ-12 увеличилась более чем в 1,5 раза — до 611,6 МВт, тепловая мощность — до 1914 Гкал/ч.[3] ПГУ-220 включает в себя газовую турбину ГТЭ-160 и паровую турбину Т-56/79-7,8/0,04 с синхронными генераторами производства ОАО "Силовые машины".[4]

В настоящее время проводится улучшение экологических характеристик оборудования в рамках выполнения экологический политики ПАО «Мосэнерго». На энергокотлах применяется ступенчатое сжигание топлива и рециркуляция дымовых газов. Введены в эксплуатацию очистные сооружения замасленных и замазученных вод.

## Новое строительство
ОАО «ТЭК Мосэнерго» выполняет проектно-изыскательские работы и строительно-монтажные работы подготовительного периода для сооружения нового парогазового энергоблока ПГУ-220Т и ведёт подготовку для строительства блока «под ключ». Энергоблок будет включать в себя одну газовую и одну паровую турбину.
Основные параметры нового энергоблока:
- электрическая мощность — 220 МВт;
- тепловая мощность — 157 Гкал/ч;
- суммарная электрическая мощность электростанции после реконструкции — 612 МВт;
- суммарная тепловая мощность электростанции после реконструкции — 2200 Гкал/ч.

Пуск блока первоначально планировался в декабре 2013 года, однако был перенесён на конец 2014 года, а затем — на 2-й квартал 2015 года.
Новый энергоблок был введён в эксплуатацию 26 июня 2015 года.

## Перечень основного оборудования
| Агрегат                                    | Тип                         | Изготовитель                                     | Количество | Ввод в эксплуатацию     | Основные характеристики | Основные характеристики | Источники    |
| Агрегат                                    | Тип                         | Изготовитель                                     | Количество | Ввод в эксплуатацию     | Параметр                | Значение                | Источники    |
| ------------------------------------------ | --------------------------- | ------------------------------------------------ | ---------- | ----------------------- | ----------------------- | ----------------------- | ------------ |
| Оборудование паротурбинных установок       |                             |                                                  |            |                         |                         |                         |              |
| Паровой котёл                              | ТП-80                       | Таганрогский котельный завод «Красный котельщик» | 2          | 1959 г. 1960 г.         | Топливо                 | газ, мазут              | [ 1 ]        |
| Паровой котёл                              | ТП-80                       | Таганрогский котельный завод «Красный котельщик» | 2          | 1959 г. 1960 г.         | Производительность      | 420 т/ч                 | [ 1 ]        |
| Паровой котёл                              | ТП-80                       | Таганрогский котельный завод «Красный котельщик» | 2          | 1959 г. 1960 г.         | Параметры пара          | 140 кгс/см2, 560 °С     | [ 1 ]        |
| Паровой котёл                              | ТП-87                       | Таганрогский котельный завод «Красный котельщик» | 1          | 1965 г.                 | Топливо                 | газ, мазут              | [ 1 ]        |
| Паровой котёл                              | ТП-87                       | Таганрогский котельный завод «Красный котельщик» | 1          | 1965 г.                 | Производительность      | 420 т/ч                 | [ 1 ]        |
| Паровой котёл                              | ТП-87                       | Таганрогский котельный завод «Красный котельщик» | 1          | 1965 г.                 | Параметры пара          | 140 кгс/см2, 560 °С     | [ 1 ]        |
| Паровой котёл                              | БКЗ-420-140ГМ               | Барнаульский котельный завод                     | 3          | 1985 г. 1990 г. 1992 г. | Топливо                 | газ, мазут              | [ 1 ]        |
| Паровой котёл                              | БКЗ-420-140ГМ               | Барнаульский котельный завод                     | 3          | 1985 г. 1990 г. 1992 г. | Производительность      | 420 т/ч                 | [ 1 ]        |
| Паровой котёл                              | БКЗ-420-140ГМ               | Барнаульский котельный завод                     | 3          | 1985 г. 1990 г. 1992 г. | Параметры пара          | 140 кгс/см2, 560 °С     | [ 1 ]        |
| Паровая турбина                            | ПТ-60/75-130/13             | Ленинградский металлический завод                | 2          | 1983 г. 1984 г.         | Установленная мощность  | 60 МВт                  | [ 1 ]        |
| Паровая турбина                            | ПТ-60/75-130/13             | Ленинградский металлический завод                | 2          | 1983 г. 1984 г.         | Тепловая нагрузка       | 139 Гкал/ч              | [ 1 ]        |
| Паровая турбина                            | Т-116/125-130-7             | Уральский турбинный завод                        | 1          | 1993 г.                 | Установленная мощность  | 110 МВт                 | [ 1 ]        |
| Паровая турбина                            | Т-116/125-130-7             | Уральский турбинный завод                        | 1          | 1993 г.                 | Тепловая нагрузка       | 175 Гкал/ч              | [ 1 ]        |
| Паровая турбина                            | ПТ-80/100-130/13            | Ленинградский металлический завод                | 1          | 1985 г.                 | Установленная мощность  | 80 МВт                  | [ 1 ]        |
| Паровая турбина                            | ПТ-80/100-130/13            | Ленинградский металлический завод                | 1          | 1985 г.                 | Тепловая нагрузка       | 188 Гкал/ч              | [ 1 ]        |
| Паровая турбина                            | ПТ-90/100-130/13-1М         | Ленинградский металлический завод                | 1          | 1989 г.                 | Установленная мощность  | 90 МВт                  | [ 1 ]        |
| Паровая турбина                            | ПТ-90/100-130/13-1М         | Ленинградский металлический завод                | 1          | 1989 г.                 | Тепловая нагрузка       | 176 Гкал/ч              | [ 1 ]        |
| Водогрейное оборудование                   |                             |                                                  |            |                         |                         |                         |              |
| Водогрейный котел                          | ПТВМ-100                    | Бийский котельный завод                          | 4          | 1963—1966 г.            | Топливо                 | газ, мазут              | [ 1 ]        |
| Водогрейный котел                          | ПТВМ-100                    | Бийский котельный завод                          | 4          | 1963—1966 г.            | Тепловая мощность       | 100 Гкал/ч              | [ 1 ]        |
| Водогрейный котел                          | ПТВМ-180                    | Барнаульский котельный завод                     | 3          | 1987—1991 г.            | Топливо                 | газ, мазут              | [ 1 ]        |
| Водогрейный котел                          | ПТВМ-180                    | Барнаульский котельный завод                     | 3          | 1987—1991 г.            | Тепловая мощность       | 180 Гкал/ч              | [ 1 ]        |
| Оборудование парогазовой установки ПГУ-220 |                             |                                                  |            |                         |                         |                         |              |
| Газовая турбина                            | ГТЭ-160                     | Силовые машины (по лицензии Siemens)             | 1          | 2015 г.                 | Топливо                 | газ                     | [ 1 ] [ 11 ] |
| Газовая турбина                            | ГТЭ-160                     | Силовые машины (по лицензии Siemens)             | 1          | 2015 г.                 | Установленная мощность  | 156,3 МВт               | [ 1 ] [ 11 ] |
| Газовая турбина                            | ГТЭ-160                     | Силовые машины (по лицензии Siemens)             | 1          | 2015 г.                 | tвыхлопа                | 537 °C                  | [ 1 ] [ 11 ] |
| Котёл-утилизатор                           | ПР-230/55-8,38/0,66-505/207 | ЗиО-Подольск                                     | 1          | 2015 г.                 | Производительность      | 285 т/ч                 | [ 1 ]        |
| Котёл-утилизатор                           | ПР-230/55-8,38/0,66-505/207 | ЗиО-Подольск                                     | 1          | 2015 г.                 | Параметры пара          | 8,38 МПа, 505 °С        | [ 1 ]        |
| Котёл-утилизатор                           | ПР-230/55-8,38/0,66-505/207 | ЗиО-Подольск                                     | 1          | 2015 г.                 | Тепловая мощность       | 0 Гкал/ч                | [ 1 ]        |
| Паровая турбина                            | Т-56/73-7,8/0,04            | Калужский турбинный завод                        | 1          | 2015 г.                 | Установленная мощность  | 55,3 МВт                | [ 1 ]        |
| Паровая турбина                            | Т-56/73-7,8/0,04            | Калужский турбинный завод                        | 1          | 2015 г.                 | Тепловая нагрузка       | 0 Гкал/ч                | [ 1 ]        |